# Svartbukig myrsmyg
Svartbukig myrsmyg (Formicivora melanogaster) är en fågel i familjen myrfåglar inom ordningen tättingar.

## Utseende och läte
Svartbukig myrsmyg är en liten myrfågel med lång stjärt och karakteristisk fjäderdräkt. Hanen är gråbrun ovan och svart under, med tydligt vitt ögonbrynsstreck, vita vingband och vitspetsad stjärt. Honan är istället brun ovan med vitaktig strupe och beigefärgad undersida. Sången består av upprepade nasala "tjew".

## Utbredning och systematik
Svartbukig myrsmyg delas in i två underarter:
- F. m. bahiae – nordöstra Brasilien (öster Maranhão till norra Bahia och västra Pernambuco)
- F. m. melanogaster – centrala Brasilien till sydöstra Bolivia och längst i norra Paraguay

## Levnadssätt
Svartbukig myrsmyg hittas i undervegetation i lövskog eller caatingabuskmarker. Där slår den ibland följe med kringvandrande artblanadade flockar.

## Status och hot
Arten har ett stort utbredningsområde, men tros minska i antal, dock inte tillräckligt kraftigt för att den ska betraktas som hotad. Internationella naturvårdsunionen IUCN listar arten som livskraftig (LC).